# Karen Harup
Karen Margrethe Harup (ur. 20 listopada 1924 w Skovshoved w gminie Gentofte, zm. 19 lipca 2009 w Kopenhadze) – duńska pływaczka. Trzykrotna medalistka olimpijska z Londynu.
Specjalizowała się w stylu dowolnym i grzbietowym. Igrzyska w 1948 były jej jedyną olimpiadą. Triumfowała na dystansie 100 m grzbietem, była druga na 400 m kraulem oraz w sztafecie. W 1947 trzykrotnie stawała na najwyższym stopniu podium mistrzostw Europy.
W 1975 została przyjęta do International Swimming Hall of Fame.